# Golpe de Estado en la República Centroafricana de 2013
El golpe de Estado de la República Centroafricana de 2013 fue una insurrección producida en esta nación africana durante el mes de marzo de 2013 que terminó con el presidente centroafricano, François Bozizé, en el exilio.

## Antecedentes
En el año 2004 se inició una rebelión en contra del presidente François Bozizé por parte de una alianza entre la Unión de Fuerzas Democráticas para la Reagrupación y otros grupos menores. Bozizé se había declarado presidente del país el año anterior tras liderar una revolución contra el anterior mandatario, Ange-Félix Patassé. La guerra civil terminó en 2007 con un tratado de paz entre los rebeldes y el gobierno.
En 2012 empezó una nueva revolución en contra de Bozizé liderada por la agrupación Séléka CPSK-CPJP-UFDR, acusando incumplimientos del acuerdo de paz por parte del gobierno. En diciembre de ese año, una ofensiva logró tomar el control de las ciudades de Bamingui, Bria, Kabo, Bambari y Kaga-Bandoro. En víspera de Navidad las fuerzas rebeldes tenían sitiada la capital, Bangui. El gobierno centroafricano solicitó la ayuda de fuerzas internacionales, lo que fue rechazado por países como Francia, mientras la Comunidad Económica de los Estados de África Central anunció un aumento de sus fuerzas de paz que se mantienen en el país tras la guerra civil. Mientras tanto, Estados Unidos y la Cruz Roja evacuaron a su personal instalado en ese país.
La insurrección continuó durante enero y febrero de 2013. Se insinuó que el presidente Bozizé podría formar un gobierno de coalición con los rebeldes, con el objeto de realizar reformas a la constitución del país. El 11 de enero se instauró un alto al fuego y se disolvió la Asamblea Nacional de la República para convocar a nuevas elecciones.

## El golpe
El 22 de marzo los rebeldes rompieron el alto al fuego, tomando control de las ciudades de Damara y Bossangoa. Surgió entonces el temor de que Bangui sería tomada de un momento a otro, provocando una crisis de pánico en su población. En el día 23, los rebeldes logran entrar a la capital tras intensos combates en los barrios aledaños al Palacio de Gobierno. Al día siguiente, los revolucionarios logran tomar el control del recinto gubernamental tras intensos tiroteos entre ellos y los defensores del lugar. Bozizé huye a la República Democrática del Congo y Michel Djotodia queda como presidente interino del país.
Finalmente con Francois Hollande en el poder de Francia se decidió enviar una fuerza de cerca de 2 mil soldados en la denominada Operación Sangaris.

## Reacciones
- Unión Africana: decide suspender a la República Centroafricana a raíz del quiebre institucional.[10]